# Age of Wonders: Planetfall
Age of Wonders: Planetfall è un videogioco strategico a turni 4X sviluppato da Triumph Studios e pubblicato da Paradox Interactive. Planetfall è il quinto gioco della serie Age of Wonders e uno spin-off per via della sua ambientazione sci-fi.

## Trama
Un cataclisma sconosciuto ha portato alla scomparsa dell'Unione Stellare, un governo umano intergalattico. Fazioni sorgono e lottano per il predominio cercando di creare un nuovo futuro per l'umanità e, nel mentre, svelare il mistero cosmico che si cela dietro il crollo dell'Unione.

## Modalità di gioco
Al lancio, il gioco presenta sei diverse fazioni, ognuna delle quali ha unità e modalità di gioco differenti. Per esempio, le Amazzoni sono una fazione umana di sole donne che usa i dinosauri come cavalcature e armi, mentre i Kir'ko sono un gruppo di insettoidi che usano il corpo a corpo come forma principale di offesa.
Il giocatore controlla un comandante personalizzabile di una delle fazioni: questi può esplorare il pianeta, fare diplomazia, ordinare operazioni sotto copertura, attività di spionaggio e dichiarare guerra. 
La mappa del mondo, divisa in differenti settori, è generata proceduralmente. Ogni settore ha due differenti biomi, i quali possono essere sfruttati per la produzione, il cibo, la ricerca e l'energia. Ciò può essere potenziato ulteriormente piazzando monumenti all'interno del settore. Man mano che i giocatori espandono il loro territorio, controlleranno più città, ognuna delle quali può essere gestita separatamente. I giocatori possono raccogliere risorse sparse per la mappa, per la ricerca e invadere accampamenti ostili per prendere possesso della loro tecnologia. Nella mappa, i giocatori possono imbattersi in fazioni neutrali che possono allearsi con la propria fazione e fornire supporto aggiuntivo in combattimento.
Il gioco introduce il "Doomsday tech", un albero delle abilità che al culmine permette di sbloccare un'arma di distruzione di massa. Il giocatore può anche costruire flotte navali e aeree per aumentare ulteriormente la potenza militare della propria fazione.
Il combattimento a turni usa una visuale dall'alto all'interno di un campo di battaglia separato dalla mappa principale di gioco. Il giocatore controlla diverse unità militari che può muovere in un griglia esagonale e a cui può impartire degli ordini specifici come "mettersi al riparo", "attaccare", "coprire una zona" (overwatch). In ogni turno, ogni unità può eseguire tre azioni. I giocatori possono far "barcollare" un nemico, disturbando i suoi attacchi speciali e causando la perdita di un punto azione. Una nuova meccanica, chiamata "grazing" (colpire di striscio), è stata introdotta, con la quale i colpi non a segno causeranno metà del danno originale. Le unità militari possono essere potenziate con differenti modifiche ed equipaggiamento per aumentare la loro efficacia in combattimento.

## Sviluppo
Il gioco è stato sviluppato da Triumph Studios e pubblicato da Paradox Interactive, che ha acquisito lo studio nel 2017.
Lo sviluppo del gioco è iniziato a metà 2015. Il gioco ha abbandonato la classica ambientazione fantasy della serie “Age of Wonders” per uno spin-off sci-fi con l'intenzione di sperimentare nuovi temi e idee, dal momento che il team aveva solamente lavorato a giochi fantasy sin dal primo titolo di “Age of Wonders”. L'aspetto della diplomazia, ampliato rispetto ai giochi precedenti della serie, ha tratto ispirazione dai giochi di strategia a grande scala di Paradox Development Studio. I campi di battaglia sono stati resi più complessi aggiungendo anche più verticalità e distruttibilità rispetto a “Age of Wonders III”. Il team ha cercato di diversificare ogni fazione dando ad ognuna diversi vantaggi e capacità. Inizialmente, Triumph Studios trovò difficoltoso creare un'ambientazione per il gioco, finché non si orientò verso il concetto dell'Unione Stellare, che riunì in essa tutte le fazioni come una loro origine comune. Star Wars, Fallout e Hyperion sono stati d'ispirazione al team per creare la lore del gioco.
Il gioco è stato annunciato da Paradox Interactive nel maggio del 2018 ed è stato pubblicato per Windows, PlayStation 4 and Xbox One il 6 agosto 2019. Ai giocatori è stata anche offerta una Deluxe Edition, che include nuovi oggetti estetici e una Premium Edition che include l'accesso a tre nuove espansioni DLC post-lancio, la prima delle quali (Revelations) è stata pubblicata il 19 novembre 2019.
Le altre espansioni sono Invasions, pubblicata il 26 maggio 2020 insieme all'uscita del gioco per macOS e Star Kings che è stata pubblicata il 10 novembre 2020.

## Accoglienza
Il gioco ha ricevuto recensioni generalmente positive secondo Metacritic.

### Riconoscimenti
Il gioco è stato candidato come "PC Game of the Year" al Golden Joystick Awards 2019, per "Miglior Gioco di Strategia" al The Game Awards 2019 e per "Game, Strategy" ai NAVGTR Awards 2019.